# Casio
Casio Computer Co., Ltd. (japonsky カシオ計算機株式会社, Kašio keisanki kabušiki gaiša) je japonský výrobce elektroniky a elektronických zařízení. Byl založen roku 1946 v Tokiu. Mezi jeho hlavní produkty patří kalkulačky, audio technika, PDA, fotoaparáty, elektronické hudební nástroje, mobilní telefony a hodinky.

## Historie
Casio bylo založeno v dubnu 1946 Tadaoem Kašiem (japonsky 樫尾 忠雄, Kašio Tadao). Jeho prvním hlavním produktem byl prsten, tzv. „yubiwa pipe“, který sloužil jako držák na cigarety. Prsten totiž umožnil nositeli kouřit cigaretu a zároveň mít ruce volné. Tento produkt se stal po druhé světové válce v Japonsku velice populární. Po návštěvě Business Show v Ginze v Tokiu 1949 se jeho inženýři začali věnovat vývoji jejich vlastní kalkulačky s cívkami. V roce 1954 jej dokončili, čímž vznikla první japonská elektromechanická kalkulačka. Její hlavní inovací bylo použití desetitlačítkové klávesnice oproti tehdy užívaným klávesnicím, které měly zvláštních devět tlačítek pro desítky, devět pro stovky atd. Další inovací této kalkulačky bylo použití pouze jednoho displeje oproti třem do té doby obvyklým displejům pro argumenty a pro výsledek.
V roce 1957 Casio přišlo s modelem 14-A, první kompletní elektronickou přenosnou kalkulačkou na světě, která se prodávala za 485 000 jenů. V roce 1957 bylo také zaregistrováno jméno Casio Computer Co. Ltd.
V osmdesátých letech Casio těžilo z obrovského nárůstu popularity elektronických hudebních nástrojů a stalo se také pro své inovace uznávanou hodinářskou značkou. V tomto období vznikly první hodinky řízené krystalem křemenu, a to jak digitální, tak i analogové. Byl to první výrobce, jehož hodinky umožňovaly zobrazení času v různých časových zónách, teploty, atmosférického tlaku a výškoměru.
Velice populární je také kombinace hodinek analogových a digitálních, nazvaných Wave Ceptor, které jsou řízeny rádiovým signálem.

## Časová osa důležitých produktů Casio
- 1957 – 14-A, první světová elektronická přenosná kalkulačka.
- 1972 – Osobní kalkulačka Casio Mini, prodávaná za 12 800 yenů, prodáno přes 10 miliónů kusů.
- 1974 – Casiotron, hodinky s funkcemi plně automatického kalendáře.
- 1983 – První G-Shock hodinky, DW-5000C.
- 1985 – První Casio profesionální syntetizér CZ-101.
- 1995 – QV-10, světově první digitální kamera s TFT displayem.
- 2002 – EX-S1 - první digitální kamera Exilim.
- 2007 – OCW-S1000J, světově nejtenčí solárně napájený chronograf.

## Obrázky výrobků

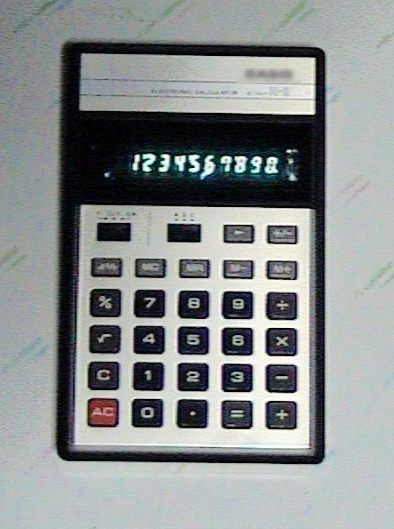
Stará kalkulačka Casio
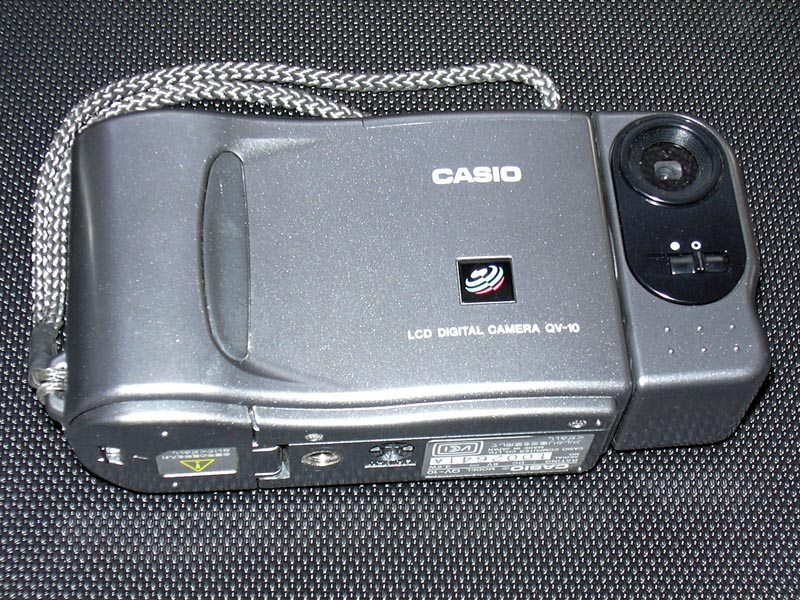
Digitální fotoaparát QV-10
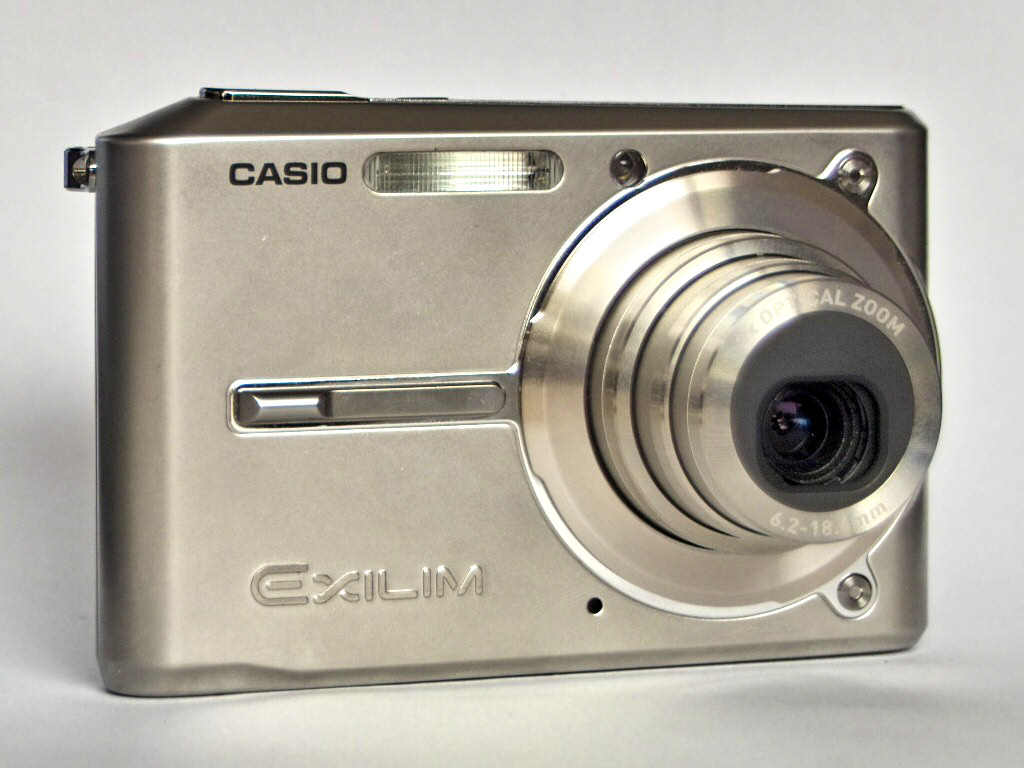
Digitální fotoaparát EX-S600
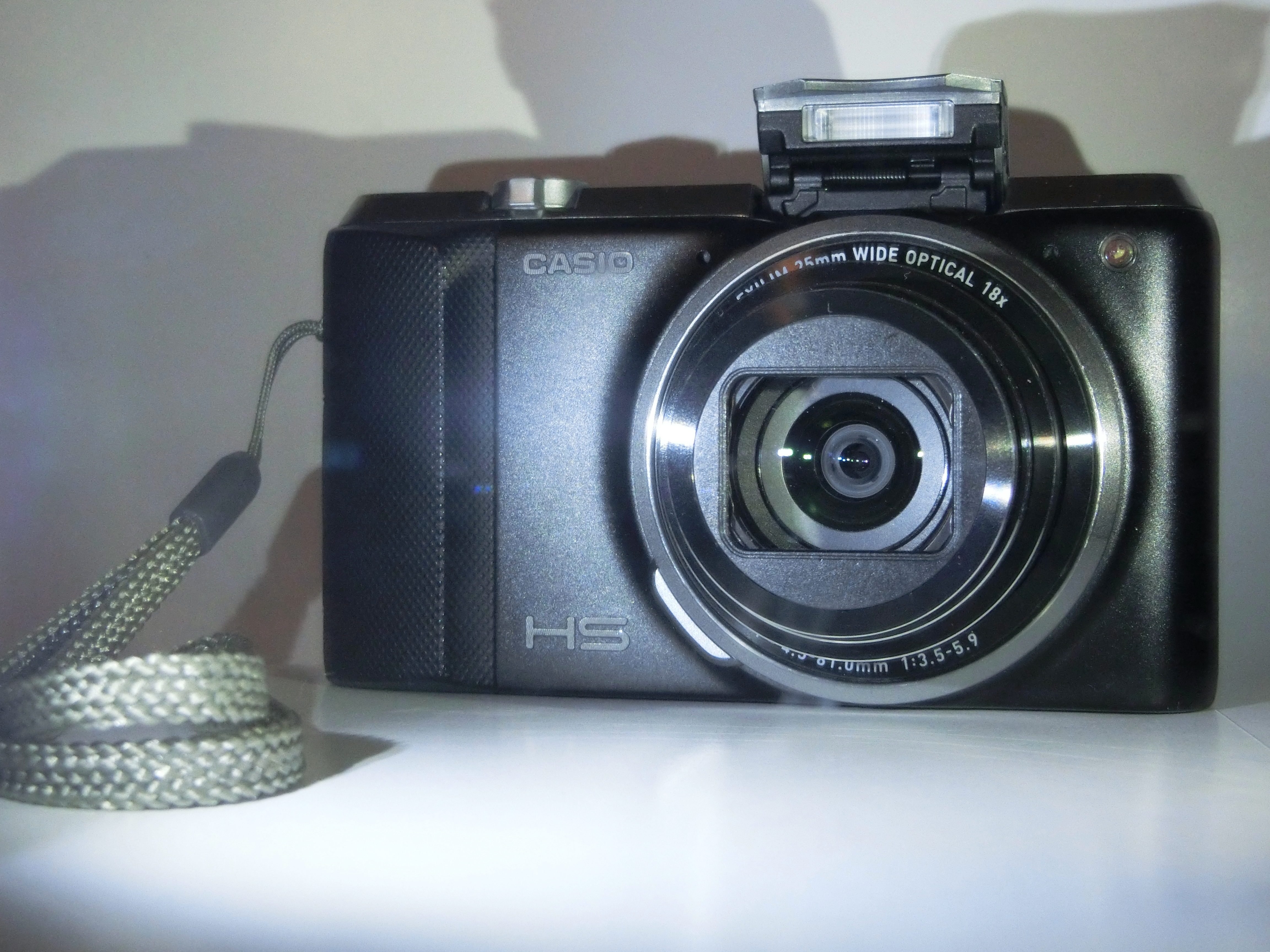
Digitální fotoaparát Exilim EX-ZR700. Uveden na trh v roce 2013.
Mobilní telefon Au W31CA
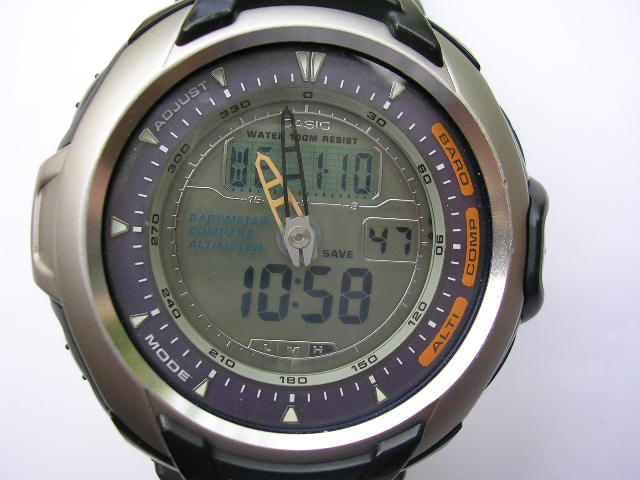
Hodinky PRG 60 AVER se třemi senzory
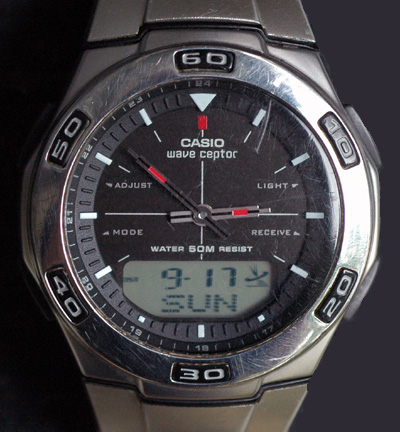
Hodinky Wave Ceptor řízené radiovým signálem
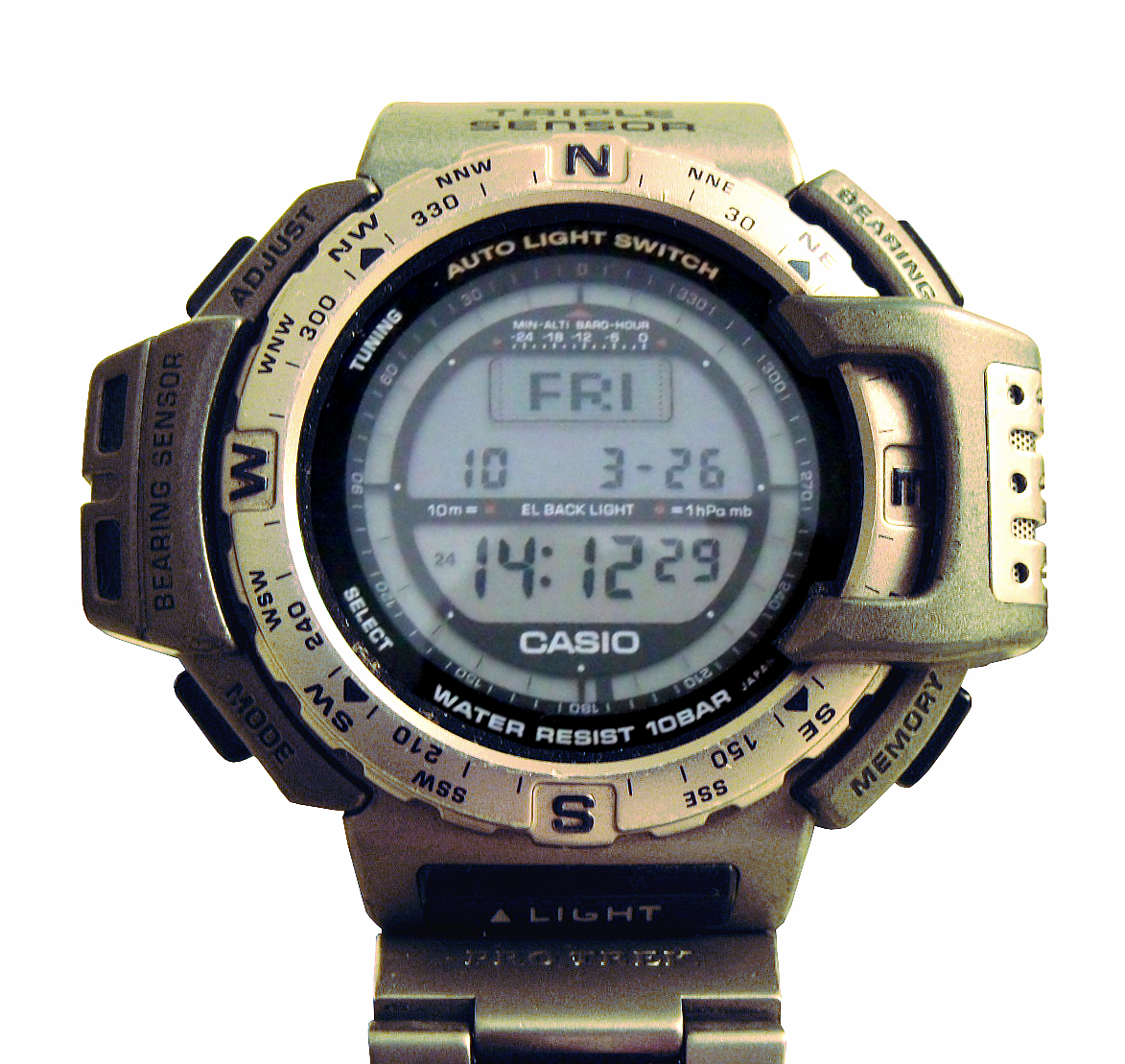
Hodinky Pro Trek se třemi senzory
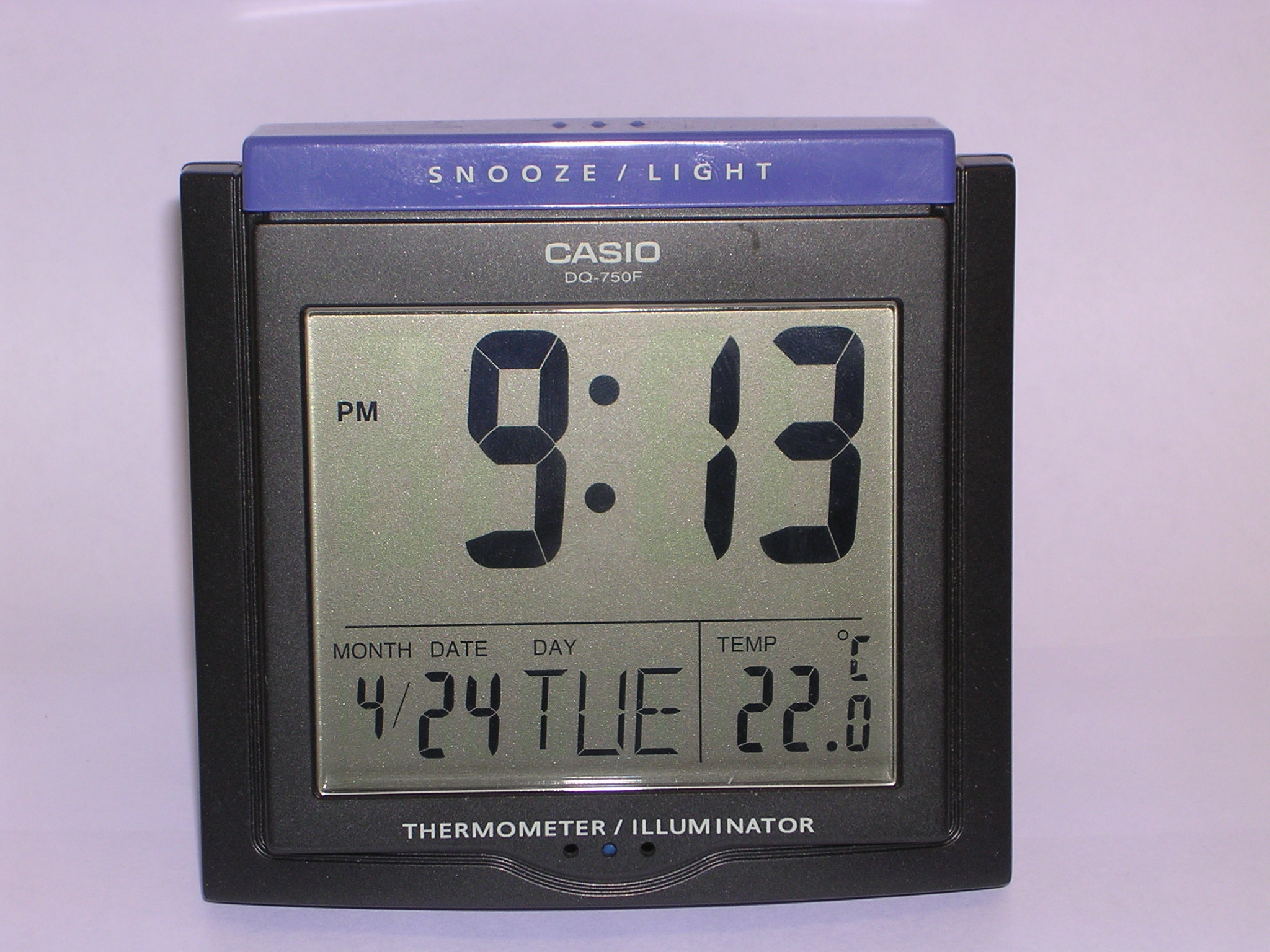
Stolní hodiny
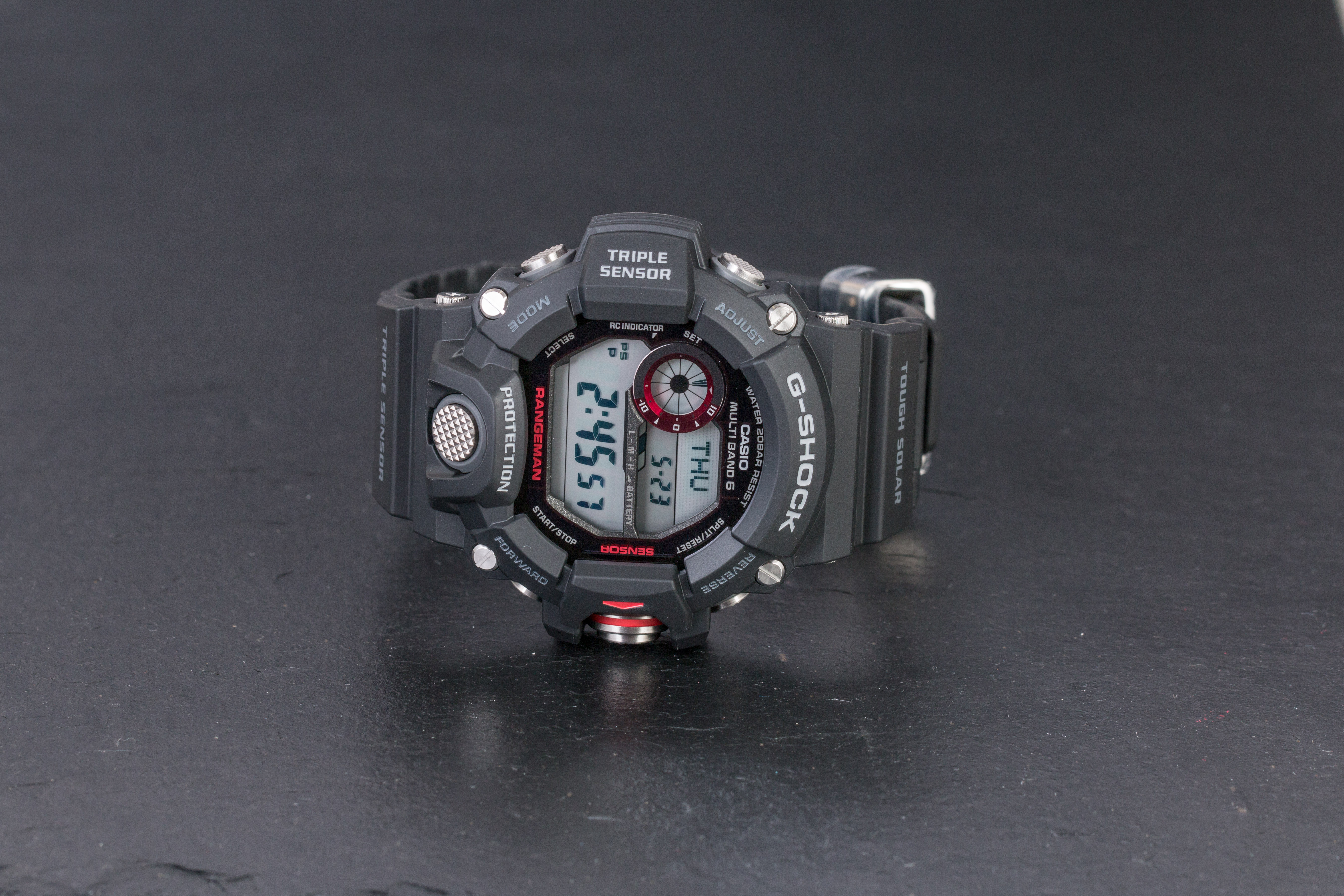
Digitální hodinky Casio G-Shock

- fotogalerie hodinek Casio na www.photowatches.eu
- Aktuální nabídka hodinky Casio Archivováno 19. 3. 2017 na Wayback Machine. tohoto tradičního japonského výrobce.